# The Yes Men
The Yes Men é formado por dois ativistas da interferência cultural, em que se faz paródia de peças publicitárias e outdoors conhecidos, adulterando e alterando suas mensagens, conhecidos pelos pseudônimos de Andy Bichlbaum e Mike Bonanno.
Por meio de ações midiáticas, The Yes Men tem como principal objetivo aumentar a consciência sobre as mais importantes questões socioambientais, denunciando o liberalismo através da caricatura e praticando o que eles chamam "correção de identidade" ao fingir serem pessoas poderosas e porta-vozes de organizações proeminentes.
Nessas ações, eles personificar entidades e pessoas com a irônica missão de dizer a verdade e expor mentiras. Em alguns casos, criaram e mantêm sites falsos semelhantes aos que pretendem parodiar, conseguindo inúmeras entrevistas para a TV ou para conferências em eventos. Eles defendem a crença de que as corporações e organizações governamentais agem, muitas vezes, de forma desumana com o público e os contribuintes.

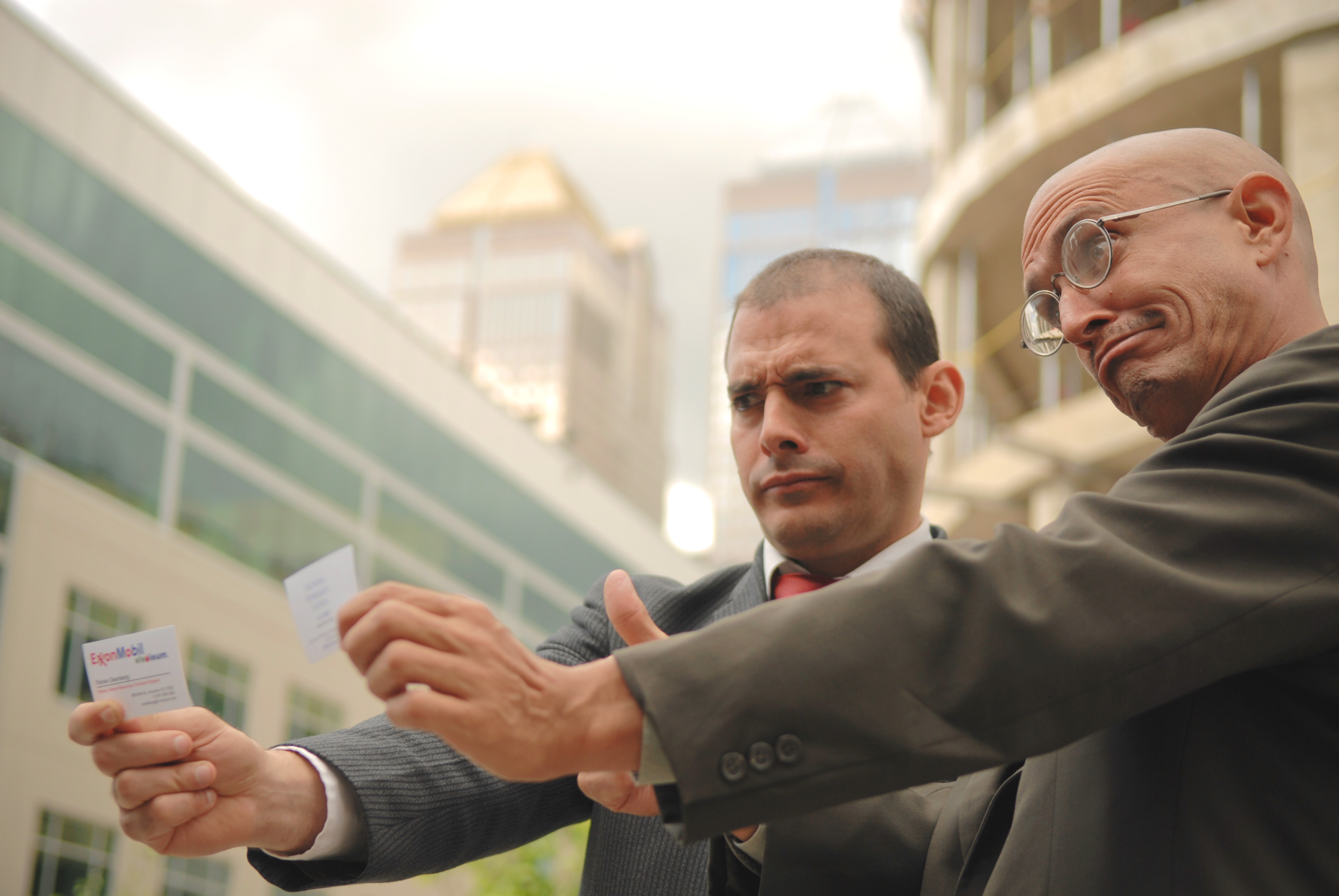
Andy Bichlbaum e Mike Bonanno posam como executivos

## Projetos

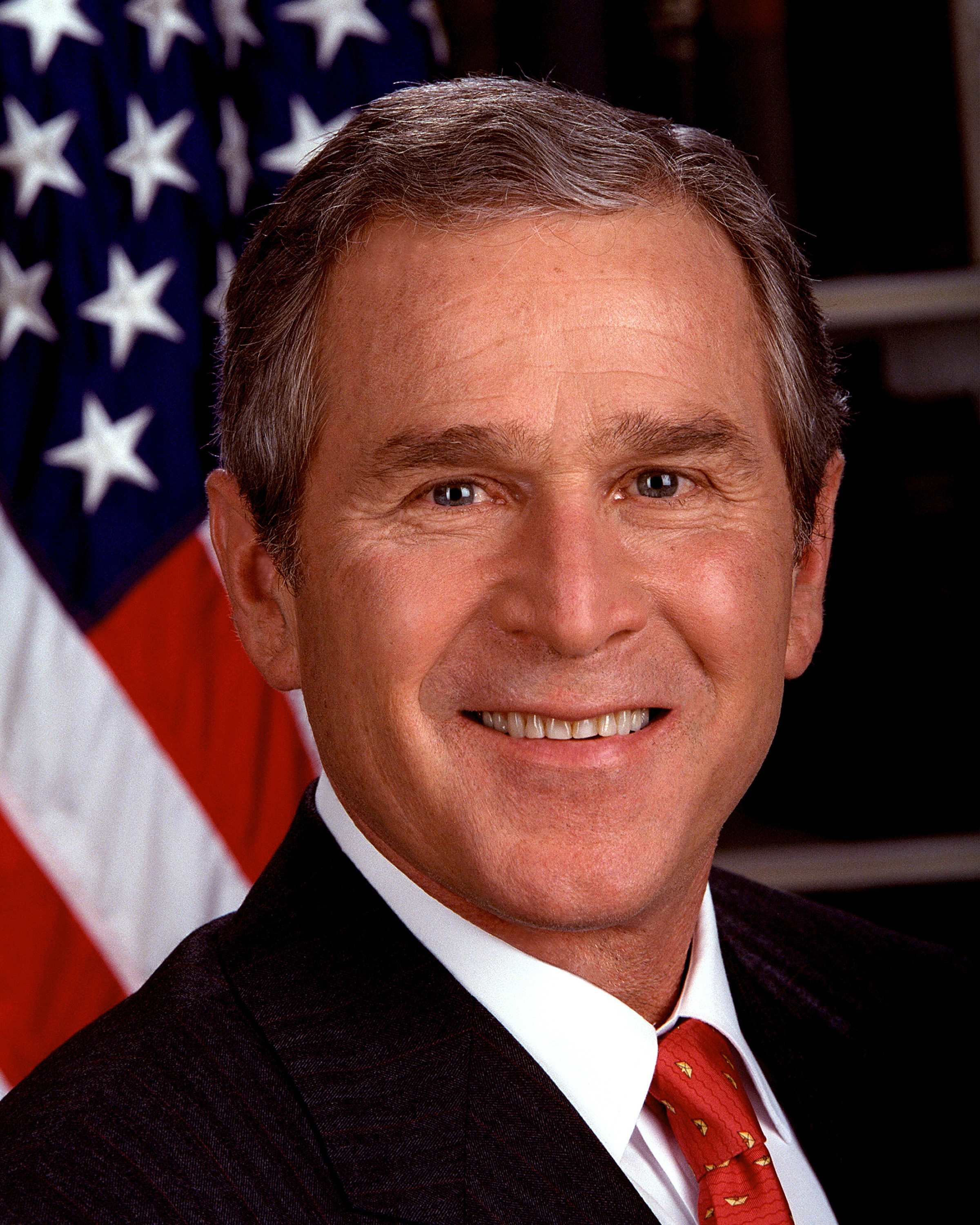
O então candidato Bush

### George W. Bush
Um dos primeiros feitos do The Yes Men foi a criaçao do site www.gwbush.com, feito para a Eleição presidencial dos Estados Unidos (2000) para chamar a atenção para hipocrisias alegada no site oficial do candidato George W. Bush. Quando perguntado sobre o site, numa conferência de imprensa em 21 de maio de 1999, Bush respondeu que a dupla tinha ido longe demais em criticá-lo.
Em 2004, The Yes Men saiu em turnê, posando como o grupo "Yes, Bush Can!" e encorajou pessoas a um abaixo-assinado para manter os resíduos nucleares no seu quintal e mandar seus filhos para a guerra.

### Capitão Euro
Em 1999, Andy e Mike chegam sem aviso prévio no escritório da "Organização Doze Estrelas" em Londres, vestindo trajes ridículos baseado nas histórias em quadrinhos do Capitão Euro. "Doze Estrelas" é uma agência de relações públicas que ajudou a promover algumas das maiores empresas do mundo e criadora do Capitão Euro, em 1998, para vender as idéias da unificação europeia e de livre comércio para as crianças.
Uma vez dentro da companhia, conseguiram conversar com o diretor Eduardo de Santis, e em meio a perguntas infantis como "Quando os países estão mais juntos, será mais fácil viajar?" ou "Que tal usar o novo dinheiro na carrinhos?", Andy e Mike escutam explicações do real objetivo da revista: expor as virtudes de uma Europa forte e unida e da necessidade de lutar contra antigos "maus elementos" e "o inimigo interno", a fim de alcançar um "todo, unido, forte" na Europa. Apesar de parlamentares britânicos já terem condenado o Capitão Euro e esforços similares, a revista continua sendo editada.

### Organização Mundial do Comércio (OMC)
Outra ação do grupo em 1999 foi a "correção" num site falso da OMC, que começou a receber mensagens eletrônicas de visitantes, incluindo convites para abordar vários grupos de elite em nome da OMC, à qual eles responderam como se fossem da OMC real.
No site, divulgaram políticas da OMC levadas ao extremo ao propor o reaproveitamento "dos aspectos positivos da escravatura”, argumentando que a Guerra Civil nos EUA foi um desperdício de dinheiro, porque os países do Terceiro Mundo poderiam fornecer "escravos" para as guerras. Outras propostas foram a venda de votos no mercado livre e a reciclagem de Mc'Donalds comidos e defecados e posteriormente reutilizados e vendidos nos países pobres, chamados de reBurguer. Eles apresentaram, ainda, um traje que permitiria aumentar a produtividade, pois os gestores não teriam para supervisionar os trabalhadores em pessoa, mas pode mantê-las através de imagens.

### Dow Chemical
Em 3 de dezembro de 2004, o vigésimo aniversário do desastre de Bhopal, Andy Bichlbaum apareceu na BBC World com o nome de "Jude Finisterra", um porta-voz da Dow Chemical, empresa que havia comprado a Union Carbide, a empresa responsável pela desastre químico que matou milhares de pessoas e deixou mais de 120 mil necessitam de cuidados ao longo da vida.
Bichlbaum passou a notícia de que a  Dow Chemical planejava liquidar Union Carbide e usar 12 bilhões para pagar os cuidados médicos dos sobreviventes, a limpeza do local onde ficava a fábrica na Índia e também financiar uma investigação sobre os riscos de outros produtos da Dow Chemical. Após duas horas de ampla cobertura, a Dow emitiu um comunicado negando a declaração, garantindo uma cobertura ainda maior da notícia falsa. Quando a história original foi finalmente desacreditada, o valor das ações da Dow tinha caído 23%, num valor total de 2 bilhões de dólares.
No mesmo dia, após a entrevista ser revelada como uma farsa, Bichlbaum foi perguntado se ele tinha considerado as emoções e a reação do povo de Bhopal na produção da farsa. De acordo com o entrevistador, "havia muitas pessoas em lágrimas" ao ter conhecimento da fraude. Bichlbaum disse que, em comparação, o sofrimento que ele causou ao povo da cidade de Bhopal durante duas horas era mínima se comparada àquela da qual a empresa tinha sido responsável ao longo de vinte anos. Após, a dupla foi a cidade indiana e entrevistou pessoas ligadas a entidades que cuidam dos sobreviventes e estes deram parabéns pela entrevista.
Numa conferência para bancários profissionais, em 28 de abril de 2005, novamente como um representante da  Dow Chemical, agora com o nome de Erasto Hamm, o grupo revelou um "Método de avaliação de risco", mostrando como empresas como IBM poderiam prever que as relações com nazistas durante a Segunda Guerra Mundial poderiam trazer uma visão negativa à empresa, o chamado "esqueleto no armário". Como sempre, alguns das pessoas que assistiram cairam na farsa, interessando-se pelo surreal produto oferecido.

### New Orleans e HUD
Em 28 de agosto de 2006, The Yes Men apareceu numa "Conferência da Habitação", em Nova Orleans. Diante de uma platéia composta principalmente de promotores imobiliários, um deles fez um discurso, com o psudônimo de Rene Oswin, um "assistente de sub-secretário" do fictício Departamento de Habitação e Desenvolvimento Urbano (HUD) nos Estados Unidos. Em seu discurso, afirmou que iria reabrir as instalações de habitação pública que haviam sido fechadas desde o furacão Katrina atingiu em agosto de 2005. Posteriormente, um verdadeiro representante do HUD chamou essa brincadeira de um "hoax cruel", para chamar a atenção para a falta de habitação acessível.

### ExxonMobil

Logo da ExxonMobil.

Em 14 de junho de 2007, The Yes Men apareceu na Go-Expo, a mais importante conferência de petróleo e gás petrolífero da América do Norte, conforme descrito por Antonia Juhasz no livro A tirania do petróleo, em Calgary no Canadá, posando como representantes da ExxonMobil e Conselho Nacional do Petróleo (NPC), que mostrariam as conclusões ansiosamente aguardadas de um estudo encomendado pelo secretário de Energia dos EUA, Samuel Bodman. Na frente de mais de 300 petroleiros, um integrante do grupo disse que o orador prometido, Lee Raymond, um dos líderes do NPC e ex-CEO da ExxonMobil, teve um imprevisto de última hora e passou a fazer uma apresentação no lugar de Lee Raymond.
No discurso, anunciou que as atuais políticas dos EUA e Canadá para energia estão aumentando as chances de grandes calamidades globais, mas assegurou ao público que, mesmo no pior cenário, a indústria do petróleo poderia "manter o combustível fluindo", transformando bilhões de pessoas mortas em combustível. O projeto, chamado Vivoleum, iria trabalhar em perfeita sinergia com a contínua expansão da produção de combustíveis fósseis. A plateia ouvia a palestra com atenção, enquanto eram distribuídas "velas comemorativas", até que um dos seguranças reconheceu o grupo e tirou-os fora do palco, enquanto era mostrado um vídeo que as velas eram obtidas a partir da carne de um "faxineiro Exxon", que morreu como resultado da limpeza de um derramamento tóxico.

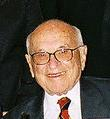
O economista Milton Friedman (1912-2006).

### Documentário sobre Milton Friedman
Em julho de 2007, The Yes Men fingiu estar filmando um documentário sobre Milton Friedman. Depois de entrevistar membros de institutos norte-americanos, como o conhecido Instituto Cato, usando as imagens em seu filme posteriormente lançado. No entanto, foram reconhecidos por ativistas libertários do grupo Bureaucrash .

### British Petroleum
Em 10 de março de 2008, o Yes Men respondeu a uma carta da empresa British Petroleum em que eram acusados de violação de direitos autorais, com uma carta pedindo desculpas por ter incluído a empresa no site de empresas que "tanto dano a este planeta assim como Exxon, Halliburton".

### New York Times
The Yes Men também reivindicou a responsabilidade parcial numa brincadeira em 12 de novembro de 2008, onde cerca de 80 mil exemplares de uma edição falsa do The New York Times de 4 de julho de 2009 foi entregue na ruas de Nova York e Los Angeles. A edição falsa mostrava suas idéias para um futuro melhor com manchetes como "Fim da Guerra do Iraque". A primeira página continha um lema falsificado, "Todas as notícias que esperamos imprimir" a partir da famosa frase "Todas as notícias de que o ajuste para imprimir".
Alex S. Jones, um ex-repórter do Times, disse que "Eu diria que se você tem um, guarde-o... ele provavelmente será um item de colecionador. (...) Uma paródia web teria sido infinitamente mais fácil, mas criar um jornal impresso e entregar em estações de metrô? Isso leva um grande esforço"
.

### New York Post e SurvivaBall
Em 21 de setembro de 2009, nos preparativos para a Conferência sobre Mudança Climática das Nações Unidas para 2009, mais de 2.000 voluntários distribuiram por toda cidade de Nova York um "edição especial" New York Post de 32 páginas, com manchetes de que a cidade poderia enfrentar as ondas letais de calor, enchentes extremas e outros efeitos letais do aquecimento global dentro das próximas décadas. O papel foi criado pelo The Yes Men e uma coalizão de outros ativistas. Outros artigos descrevem a resposta alarmada do Pentágono para o aquecimento global, a resposta minúscula do governo dos EUA e como as negociações sobre o clima de Copenhague pode ser um "Flopenhagen".
Em 22 de setembro de 2009, The Yes Men demonstrou um traje em forma de bola inflável conhecido como o SurvivaBall, alegando que era um sistema autocontido para sobreviver a desastres causados pelo aquecimento global. Mais de duas dúzias de pessoas usavam os trajes SurvivaBall. O SurvivaBall também foi usado em um protesto na escadaria do Capitólio.

### Câmara de Comércio dos EUA
Em 19 de outubro de 2009, The Yes Men declarou falsamente que a Câmara de Comércio dos EUA daria uma meia-volta em sua política de mudança climática, reavaliando que sua orientação em termos de energia limpa era a sua principal preocupação. Grandes organizações de notícias transmitiram brevemente esta história antes da fraude ser descoberta.

### Ministro do Meio Ambiente canadense
Durante a Conferência sobre Mudança Climática da Organização das Nações Unidas em 2009 em Copenhague, The Yes Men - no papel do ministro do Meio Ambiente canadense, Jim Prentice - expôs uma declaração em que o Canadá se comprometia a reduzir emissões de carbono em 40% abaixo dos níveis de 1990 até 2020. A declaração foi seguida por uma resposta da delegação ugandense, elogiando a declaração, que também foi falsificado. Posteriormente, Jim Prentice descreveu o hoax como "indesejável".

### Delta do Nigere aShell
Em 28 de março de 2010, um vídeo foi lançado no YouTube com o título "Shell: Lamentamos". Um homem chamado Bradford Houppe, do Comitê de Assuntos Éticos no Royal holandesa Shell, deu uma desculpa com quatro minutos de duração para as pessoas do Delta do Níger por arruinar a sua terra, água e comunidades. Este vídeo foi criado em resposta aos inúmeros problemas ambientais e violações dos direitos humanos que ocorreram na região do Delta do Níger, na Nigéria desde que a Shell começou a exploração de petróleo na região há décadas. A empresa não fez nenhuma declaração oficial sobre este vídeo.

### Caso GE
Em 13 de abril de 2011, um site semelhante ao da empresa GE postou uma mensagem cujo título era "GE Responde ao protesto público - vai doar 3,2 bilhões de dólares para ajudar a salvar empregos norte-americanos", sendo reproduzida por diversas agências de notícias no mundo.

### Filmes
Até o momento, a dupla produziu dois filmes: The Yes Men (2003) e The Yes Men Fix the World (2009), disponiveis de forma legendada no Youtube.
Os dois filmes foram lançados como uma "versão disponível para download gratuito através de um Creative Commons copyright". No filme, eles dizem que sua escolha para liberação dessa forma é para contrariar a Câmara de Comércio dos EUA de que o filme do hoax possa ser destruído.
1. ↑   Reportagem da CMI Brasil
2. 1 2   Reportagem da revista Superinteressante